# ديك مورلي
ديك مورلي (بالإنجليزية: Dick Morley)‏ هو مخترِع أمريكي، ولد في 1 ديسمبر 1932، وتوفي في 17 أكتوبر 2017 في نيوهامبشير في الولايات المتحدة.